# Scopula xanthomelaena
Scopula xanthomelaena là một loài bướm đêm trong họ Geometridae.